# Бішоп (Техас)
Бішоп (англ. Bishop) — місто (англ. city) в США, в окрузі Нюесес штату Техас. Населення — 3174 особи (2020).

## Географія
Бішоп розташований за координатами 27°35′6″ пн. ш. 97°47′52″ зх. д. / 27.58500° пн. ш. 97.79778° зх. д. (27.585138, -97.797689).  За даними Бюро перепису населення США в 2010 році місто мало площу 6,13 км², уся площа — суходіл.

## Демографія
Згідно з переписом 2010 року, у місті мешкали 3134 особи в 1107 домогосподарствах у складі 818 родин. Густота населення становила 511 осіб/км².  Було 1270 помешкань (207/км²).
Расовий склад населення:
| - 86,5 % — білих - 1,5 % — чорних або афроамериканців - 0,8 % — корінних американців - 0,3 % — азіатів - 9,1 % — осіб інших рас |

До двох чи більше рас належало 1,8 %. Частка іспаномовних становила 67,5 % від усіх жителів.
За віковим діапазоном населення розподілялося таким чином: 27,3 % — особи молодші 18 років, 57,2 % — особи у віці 18—64 років, 15,5 % — особи у віці 65 років та старші. Медіана віку мешканця становила 37,3 року. На 100 осіб жіночої статі у місті припадало 93,8 чоловіків;  на 100 жінок у віці від 18 років та старших — 92,0 чоловіків також старших 18 років.
Середній дохід на одне домашнє господарство  становив 54 633 долари США (медіана — 48 343), а середній дохід на одну сім'ю — 65 160 доларів (медіана — 65 781). Медіана доходів становила 48 945 доларів для чоловіків та 27 198 доларів для жінок. За межею бідності перебувало 16,6 % осіб, у тому числі 25,9 % дітей у віці до 18 років та 15,5 % осіб у віці 65 років та старших.
Цивільне працевлаштоване населення становило 1349 осіб. Основні галузі зайнятості: освіта, охорона здоров'я та соціальна допомога — 30,7 %, роздрібна торгівля — 15,4 %, виробництво — 10,9 %, сільське господарство, лісництво, риболовля — 9,2 %.